# Hyposoter notatus
Hyposoter notatus är en stekelart som först beskrevs av Johann Ludwig Christian Gravenhorst 1829.  Hyposoter notatus ingår i släktet Hyposoter och familjen brokparasitsteklar. Arten är reproducerande i Sverige. Inga underarter finns listade i Catalogue of Life.